# NGC 6366
NGC 6366 (другое обозначение — GCL 65) — шаровое скопление в созвездии Змееносец.
Этот объект входит в число перечисленных в оригинальной редакции «Нового общего каталога».